# Иби (река)
Иби (яп. 揖斐川 ибигава) — река в Японии на острове Хонсю. Протекает по территории префектур Гифу и Миэ.
Длина реки составляет 121 км, территория её бассейна — 1840 км². Согласно японской классификации, Иби является рекой первого класса.
Иби является, наряду с Кисо и Нагара, одной из «трёх рек Кисо», площадь её бассейна самая маленькая из них.
Исток реки находится под горой Каммури или Камури-Яма (冠山, высотой 1257 м), на территории посёлка Ибигава (Гифу). В верховьях Иби течёт по горным ущельям, там в неё впадает река Сакаути (坂内川) и другие. Ниже река протекает по равнине Ноби, где в неё впадают притоки Касу (粕川) и Нео (根尾川) и через город Огаки, после чего в неё впадают Масата (牧田川), Цуя (津屋川), Тадо (多度川) и Хидзиэ (肱江川). После этого Иби течёт параллельно реке Нагара, будучи отделённой от неё лишь дамбой, а в городе Кувана (Миэ) сливается с ней и впадает в залив Исе Тихого океана.
Уклон реки составляет около 1/300-1/7000. Среднегодовая норма осадков в бассейне реки составляет около 800—1400 мм в год.
В среднем течении Иби протекает через речные отложения, состоящие из гравия, песка и глины.
Рост населения в бассейне реки в 1960-е годы привёл к росту использования грунтовых вод, объём которого достиг 1,5 млн м³/день в 1970 году.
В XX веке наибольший ущерб нанесли наводнения 1959, 1961 и 1976 годов. Во время наводнения 1959 года было затоплено 15000 домов, в 1961 году — 13366 домов, в 1976 году — 18286 домов, в 2002 году — 738 домов.